# Quecksilberteichelektrode
Eine Quecksilberteichelektrode ist eine Elektrode aus einem widerstandsfähigen Material eines Quecksilberdampfgleichrichters. Bei den meisten Bauarten von Quecksilberdampfgleichrichtern mit Quecksilberteichelektrode liegt diese Elektrode im Kathodenbereich.

## Anwendung

Aufbauschema nach Joseph Slepian
(1) Anode, (2) Kathode,
(3) Quecksilberteichelektrode,
(4) Quecksilberteich, (5) Keramischer Isolator, (6) Kühlmittel

Ein steuerbarer Quecksilberdampfgleichrichter besteht in der Regel aus einem Metallbehälter, welcher im unteren Abschnitt mit Quecksilber gefüllt ist. Der Quecksilbervorrat wird auch als Teichkathode bezeichnet. Beim Startvorgang ist die Quecksilberteichelektrode in das Quecksilber eingetaucht, durch Anlegen einer geeigneten Steuerspannung wird das Quecksilber zum Verdampfen gebracht. Sobald die Teichelektrode den Kontakt mit dem Quecksilber verliert, bildet sich ein Lichtbogen, wodurch der Quecksilberdampf ionisiert wird, was infolge den gesamten oberen Behälterraum in ein leitfähiges Plasma verwandelt, in dem der Hauptstrom zu den Anoden fließen kann.
Durch diese Erfindung können Ignitrone Ströme bis zu einigen 100.000 Ampere gleichrichten. Dieses Verfahren wurden bis in die 1960er Jahre zahlreich verwendet, wie zum Beispiel bei Bahnstromsystemen und Schmelzflusselektrolyse. Es wurde später durch Thyristoren ersetzt.

## Geschichte
Die Quecksilberteichelektrode wurde in den 1930er Jahren bei der Firma Westinghouse Electric Corporation entwickelt. Als Erfinder wird Joseph Slepian (1891–1969) genannt, Halter von 204 Patenten bei Westinghouse. Heute wird der Begriff der Quecksilberteichelektrode auch in anderen Anwendungen wie beispielsweise bei Gasentladungsschalter belegt.